# Frita argelina
La frita argelina es un plato a base de verduras, principalmente pimiento y tomate, similar a la piperrada. A diferencia de este último, no se añade ajo a la frita.

## Receta
Cuando se elabora como pastel, este plato requiere 1 kg de cebollas en rodajas derretidas a fuego lento, a lo que se agrega 1 kg de pimientos rojos (si se desea más dulce) y/o pimientos verdes (más amargo) cortados muy finamente. Cuando todo está bien reducido, se agrega 1 kg de tomates cortados en cubos pequeños. Una vez que todo esté bien cocido, se vierte en un molde para pastel sobre una primera capa de hojaldre y cubra con la segunda capa.
También se sirve como guarnición para arroz o carne a la parrilla.

## Origen
La frita es un plato típico de la gastronomía pied-noire, especialmente los Pieds-Noirs de origen español.
Hay dos recetas de frita, frita à la jeive, que lleva ajo y los tomates y los pimientos son asados y luego pelados, y frita à l'espagnol, que lleva cebolla y los tomates y los pimientos no se asan de antemano. En ambos casos, la carne (pollo o conejo) se cocina y se retira para ser agregada más tarde, tras la preparación de los demás ingredientes.
La frita se puede servir caliente o también fría (especialmente la versión judía). También se usa como relleno para elaborar las cocas argelinas.